# Hank Penny
Hank Penny, geboren als Herbert Clayton Penny, (Birmingham, 18 september 1918 - Camarillo, 17 april 1992) was een Amerikaanse countryzanger, die tijdens de jaren 1940 succesvol was als orkestleider in Californië.

## Carrière
Hank Penny begon zijn muzikale carrière in 1936 in New Orleans. Bij een plaatselijk radiostation werkte hij vooreerst als solist. Zijn voorkeur ging uit naar de western swing, die tijdens deze periode populair werd. In 1937 keerde hij terug naar zijn geboortestad Birmingham in Alabama, waar hij de band Radio Cowboys formeerde. In 1938 werd de eerste plaat uitgebracht en een weinig later verhuisde de band naar Nashville. De Radio Cowboys werden begin jaren 1940 ontbonden, nadat meerdere leden werden opgeroepen voor hun militaire dienstplicht.
Op uitnodiging van Merle Travis verhuisde Penny in 1945 naar Californië, waar in deze jaren een levendig countrycircuit was, die door orkestleiders als Spade Cooley en Tex Ritter werden gedomineerd. Na het einde van de Tweede Wereldoorlog waren de danshallen goed gevuld en de western swing beleefde zijn bloeitijd. Dankzij zijn vriendschap met Merle Travis vond Penny snel aansluiting. Cooley en diens manager stelden hem in staat om in 1946 zijn eigen band de Penny Serenadas te formeren.
Naast zijn regelmatige optredens in de reusachtige danshallen van de westkust, nam hij succesvolle platen op. Met Steel Guitar Stomp en Get Yourself A Redhead kon hij zich plaatsen in de top 10. Vanaf 1950 nam de western swing-trend af en Penny concentreerde zich meer en meer op radio-optredens. Hij had korttijdig een eigen tv-show. In 1954 verhuisde hij naar Las Vegas, waar hij zeven jaar lang optrad in de Golden Nugget. In zijn begeleidingsband speelde de muzikant Arno Marsh. Aan het begin van de jaren 1970 keerde hij voor een tijdje terug naar Nashville, voordat hij zich in California ter ruste zette.

## Privéleven en overlijden
In 1952 trouwde hij met de zangeres Sue Thompson. Hank Penny overleed in april 1992 op 73-jarige leeftijd aan de gevolgen van een hartinfarct.
- Gemeinsame Normdatei: 134482344
- International Standard Name Identifier: 0000 0000 5962 031X
- Library of Congress Control Number: no98106079
- MusicBrainz: 49b8ba30-1b74-4d11-b298-9f601992b6fc
- SNAC: w6np9hww
- Virtual International Authority File: 200149106053968491039